# Artoria avona
Artoria avona Framenau, 2002 è un ragno appartenente alla famiglia Lycosidae.

## Etimologia
Il nome proprio della specie deriva dal fiume australiano Avon, nella Gippsland, lungo il quale sono stati rinvenuti gli esemplari.

## Caratteristiche
L'apofisi mediana biforcata del pedipalpo maschile è simile a quella di A. flavimanus e anche il cymbium è ricoperto di setolae alquanto fitte nella parte dorsale.
I maschi hanno una lunghezza totale di 5,0 millimetri; il cefalotorace misura 2,5 millimetri di lunghezza e 1,7 di larghezza.
Le femmine hanno una lunghezza totale di 5,7 millimetri; il cefalotorace misura 2,5 millimetri di lunghezza e 1,7 di larghezza.

## Distribuzione
La specie è stata reperita nell'Australia sudorientale: presso la località di Valencia Creek, lungo il fiume Avon, nello stato di Victoria fra il 30 luglio e il 3 novembre 1997 è stato rinvenuto l'olotipo maschile.

## Tassonomia
Al 2016 non sono note sottospecie e dal 2002 non sono stati esaminati nuovi esemplari.